# Igreja de Santa Maria Maior de Bonifacio

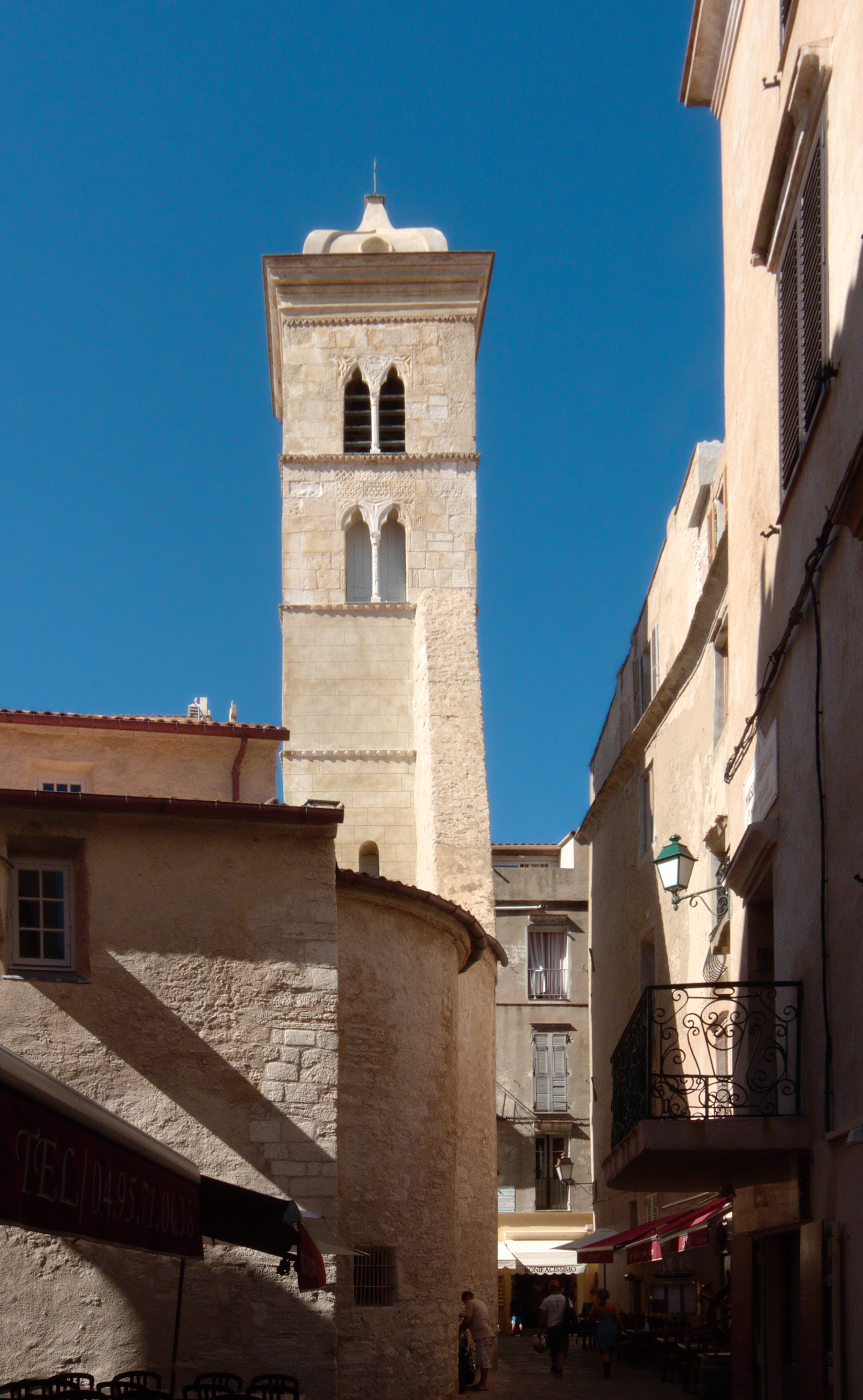

Igreja de Santa Maria Maior de Bonifacio é uma igreja em Bonifacio, Córsega do Sul, sudeste da ilha de Córsega. O edifício foi classificado como Monumento Histórico em 1982. Foi construído no século XII-XIII.